# 三元乡 (龙山县)
三元乡，是中华人民共和国湖南省湘西土家族苗族自治州龙山县下辖的一个乡镇级行政单位。

## 行政区划
三元乡下辖以下地区：
元堡村、中台村、殷家村、双龙村、川洞村、旧寨村、西洛村、石马沟村、青岗村、花果村和南北村。